# Faustball-Weltmeisterschaft 2023
| 16. Faustball-Weltmeisterschaft 2023 | 16. Faustball-Weltmeisterschaft 2023 |
| Männer                               | Männer                               |
| ------------------------------------ | ------------------------------------ |
| Weltmeister                          | Deutschland                          |
| Gastgeber                            | Deutschland                          |
| Stadt                                | Mannheim                             |
| Austragungsort                       | Rhein-Neckar-Stadion, SAP Arena      |
| Eröffnung                            | 22. Juli 2023                        |
| Endspiel                             | 29. Juli 2023                        |
| Verband                              | IFA                                  |
| \| ← 15. WM 2019 \| 17. WM 2027 → \| |                                      |
| ← 15. WM 2019                        | 17. WM 2027 →                        |

Die 16. Faustball-Weltmeisterschaft der Männer fand vom 22. bis zum 29. Juli 2023 in Mannheim in Deutschland statt. Es war die vierte deutsche Ausrichtung nach 1972, 1982 und 2007. Gastgeber Deutschland gewann durch einen 4:0-Erfolg gegen Österreich seinen 13. WM-Titel im Faustball.
Die Stadt Mannheim erhielt in einer gemeinsamen Bewerbung mit der Deutschen Faustball-Liga, dem TV Käfertal und der Metropolregion Rhein-Neckar am 14. August 2019 den Zuschlag durch die International Fistball Association (IFA).

## Teilnehmer
Nach einem Beschluss des Präsidiums des Internationalen Faustballverbandes IFA konnten 16 Nationalmannschaften an einer Faustball-Weltmeisterschaft teilnehmen. 19 Nationen meldeten sich im Vorfeld der Veranstaltung für die Teilnahme an der Weltmeisterschaft an. Zur Bestimmung der teilnehmenden Nationen griffen die zuvor festgelegten Qualifikationskriterien. Somit waren aus Europa sieben Nationen qualifiziert, der amerikanische Kontinentalverband PAFA hat vier Startrechte, Asien und Ozeanien jeweils zwei, Afrika hat einen Platz. Nur Polen, Belgien und Kolumbien konnten sich nicht qualifizieren.
Die Teilnehmer waren:
| 7 (8) aus Europa | Dänemark    | Deutschland | Italien    | Österreich         |
|                  | Serbien     | Schweiz     | Tschechien | Belgien 1          |
| 4 aus Amerika    | Argentinien | Brasilien   | Chile      | Vereinigte Staaten |
| 2 aus Ozeanien   | Australien  | Neuseeland  |            |                    |
| 2 (1) aus Asien  | Indien 1    | Japan       |            |                    |
| 1 aus Afrika     | Namibia     |             |            |                    |

## Austragungsort
Austragungsort der Vorrunde und der ersten Spiele der Hauptrunde war das Rhein-Neckar-Stadion mit 5.000 Zuschauerplätzen. Die beiden letzten Tage der Hauptrunde fanden in der 12.000 Zuschauer fassenden Mehrzweckhalle SAP Arena statt. Für die Veranstaltung wurde in der Halle extra ein Naturrasen verlegt.
| Rhein-Neckar-Stadion | SAP Arena         |
| Kapazität: 5.000     | Kapazität: 12.000 |
|                      |                   |

## Spielplan

### Vorrunde
Es wurden vier Vorrundengruppen gebildet. Den Gruppen A und B wurden die acht bestplatzierten Teams der Faustball-Weltmeisterschaft 2019 zugeordnet, wobei die beiden ersten beiden der WM 2019 als Gruppenköpfe eingeteilt wurden. Aus den qualifizierten weiteren WM-Teilnehmer von 2019 und der Mannschaft aus Indien wurden per Auslosung die Gruppen C und D gebildet. Die Mannschaft von Indien wurde nach der Auslosung durch Belgien ersetzt.
Während sich die Teams auf Platz 1 und 2 der Gruppen A und B für das Viertelfinale direkt qualifizieren, spielten die Teams auf Platz 3 und 4 der Gruppe A und B mit den Teams auf Platz 1 und 2 aus den Gruppen C und D die Qualifikation zum Viertelfinale aus. Die Verlierer der Qualifikation zum Viertelfinale und die weiteren Teams auf Gruppe C und D traten beim President’s Cup an.
| Gruppe A    | Gruppe B    | Gruppe C   | Gruppe D           |
| ----------- | ----------- | ---------- | ------------------ |
| Deutschland | Österreich  | Tschechien | Vereinigte Staaten |
| Schweiz     | Brasilien   | Neuseeland | Dänemark           |
| Italien     | Chile       | Australien | Serbien            |
| Namibia     | Argentinien | Japan      | Belgien            |

#### Gruppe A
Titelverteidiger Deutschland traf in dieser Gruppe auf den Viertplatzierten von 2019, Schweiz, Italien und Namibia.
| Samstag, 22. Juli 2023 |  |           |             |   |         |                              |
| 3                      |  | 12:30 Uhr | Schweiz     | – | Italien | 3:1 (11:3, 9:11, 11:7, 11:6) |
| 4                      |  | 14:00 Uhr | Deutschland | – | Namibia | 3:0 (11:2, 11:5, 11:4)       |
| Sonntag, 23. Juli 2023 |  |           |             |   |         |                              |
| 15                     |  | 19:00 Uhr | Deutschland | – | Schweiz | 3:0 (11:9, 11:4, 11:3)       |
| 16                     |  | 20:30 Uhr | Italien     | – | Namibia | 3:0 (15:13, 11:9, 13:11)     |
| Montag, 24. Juli 2023  |  |           |             |   |         |                              |
| 17                     |  | 10:00 Uhr | Deutschland | – | Italien | 3:0 (11:4, 11:2, 11:5)       |
| 21                     |  | 16:00 Uhr | Schweiz     | – | Namibia | 3:0 (11:3, 11:1, 11:6)       |

| Pl. | Team        | Sp. | Sätze | Diff. | Ballverh. | Diff. | Pkt. |
| --- | ----------- | --- | ----- | ----- | --------- | ----- | ---- |
| 1   | Deutschland | 3   | 9:0   | +9    | 99:38     | +61   | 6    |
| 2   | Schweiz     | 3   | 6:4   | +2    | 91:70     | +19   | 4    |
| 3   | Italien     | 3   | 4:6   | −2    | 77:108    | −31   | 2    |
| 4   | Namibia     | 3   | 0:9   | −9    | 54:105    | −51   | 0    |

#### Gruppe B
Vizeweltmeister Österreich traf in dieser Gruppe auf den Bronzemedaillengewinner von 2019, Brasilien, Chile und Argentinien.
| Samstag, 22. Juli 2023 |  |           |            |   |             |                                      |
| 7                      |  | 19:00 Uhr | Österreich | – | Argentinien | 3:0 (11:3, 11:5, 11:9)               |
| 8                      |  | 20:30 Uhr | Brasilien  | – | Chile       | 3:0 (11:2, 11:7, 11:8)               |
| Sonntag, 23. Juli 2023 |  |           |            |   |             |                                      |
| 11                     |  | 12:40 Uhr | Chile      | – | Argentinien | 2:3 (13:11, 6:11, 4:11, 12:10, 7:11) |
| 12                     |  | 14:00 Uhr | Österreich | – | Brasilien   | 3:1 (7:11, 11:9, 11:6, 12:10)        |
| Montag, 24. Juli 2023  |  |           |            |   |             |                                      |
| 18                     |  | 11:20 Uhr | Österreich | – | Chile       | 3:0 (11:9, 11:4, 13:11)              |
| 22                     |  | 17:30 Uhr | Brasilien  | – | Argentinien | 3:0 (11:8, 11:4, 11:6)               |

| Pl. | Team        | Sp. | Sätze | Diff. | Ballverh. | Diff. | Pkt. |
| --- | ----------- | --- | ----- | ----- | --------- | ----- | ---- |
| 1   | Österreich  | 3   | 9:1   | +8    | 109:77    | +32   | 6    |
| 2   | Brasilien   | 3   | 7:3   | +4    | 102:76    | +26   | 4    |
| 3   | Argentinien | 3   | 3:8   | −5    | 89:108    | −19   | 2    |
| 4   | Chile       | 3   | 2:9   | −7    | 83:122    | −39   | 0    |

#### Gruppe C
| Samstag, 22. Juli 2023 |  |           |            |   |            |                                    |
| 1                      |  | 10:00 Uhr | Tschechien | – | Japan      | 3:0 (11:3, 11:9, 11:6)             |
| 2                      |  | 11:15 Uhr | Neuseeland | – | Australien | 3:0 (11:6, 11:5, 11:6)             |
| Sonntag, 23. Juli 2023 |  |           |            |   |            |                                    |
| 13                     |  | 16:00 Uhr | Neuseeland | – | Japan      | 3:0 (11:7, 11:5, 11:9)             |
| 14                     |  | 17:30 Uhr | Tschechien | – | Australien | 2:3 (11:9, 9:11, 11:5, 9:11, 5:11) |
| Montag, 24. Juli 2023  |  |           |            |   |            |                                    |
| 19                     |  | 12:40 Uhr | Tschechien | – | Neuseeland | 0:3 (3:11, 8:11, 5:11)             |
| 24                     |  | 20:30 Uhr | Australien | – | Japan      | 3:1 (11:13, 11:7, 11:9, 11:6)      |

| Pl. | Team       | Sp. | Sätze | Diff. | Ballverh. | Diff. | Pkt. |
| --- | ---------- | --- | ----- | ----- | --------- | ----- | ---- |
| 1   | Neuseeland | 3   | 9:0   | +9    | 99:54     | +45   | 6    |
| 2   | Australien | 3   | 6:6   | +0    | 108:113   | −5    | 4    |
| 3   | Tschechien | 3   | 5:6   | −1    | 94:98     | −4    | 2    |
| 4   | Japan      | 3   | 1:9   | −7    | 74:110    | −36   | 0    |

#### Gruppe D
| Samstag, 22. Juli 2023 |  |           |          |   |          |                                      |
| 5                      |  | 16:00 Uhr | USA      | – | Belgien  | 3:0 (11:3, 11:4, 11:4)               |
| 6                      |  | 17:30 Uhr | Dänemark | – | Serbien  | 3:1 (11:4, 9:11, 11:3, 11:1)         |
| Sonntag, 23. Juli 2023 |  |           |          |   |          |                                      |
| 9                      |  | 10:00 Uhr | Dänemark | – | Belgien  | 3:0 (11:6, 12:10, 11:7)              |
| 10                     |  | 11:20 Uhr | USA      | – | Serbien  | 3:0 (11:7, 12:10, 11:6)              |
| Montag, 24. Juli 2023  |  |           |          |   |          |                                      |
| 20                     |  | 14:00 Uhr | USA      | – | Dänemark | 2:3 (11:9, 12:10, 9:11, 10:12, 3:11) |
| 23                     |  | 19:00 Uhr | Serbien  | – | Belgien  | 0:3 (7:11, 9:11, 11:13)              |

| Pl. | Team               | Sp. | Sätze | Diff. | Ballverh. | Diff. | Pkt. |
| --- | ------------------ | --- | ----- | ----- | --------- | ----- | ---- |
| 1   | Dänemark           | 3   | 9:3   | +6    | 129:87    | +42   | 6    |
| 2   | Vereinigte Staaten | 3   | 8:3   | +5    | 112:87    | +25   | 4    |
| 3   | Belgien            | 3   | 3:6   | −3    | 69:94     | −26   | 2    |
| 4   | Serbien            | 3   | 1:9   | −8    | 69:111    | −42   | 0    |

### Hauptrunde

#### Qualifikation Platz 1 bis 8
| Dienstag, 25. Juli 2023 |  |           |             |   |            |                               |
| Q1                      |  | 10:00 Uhr | Italien     | – | USA        | 3:0 (12:10, 11:6, 11:5)       |
| Q2                      |  | 11:20 Uhr | Argentinien | – | Australien | 3:0 (11:3, 11:4, 11:4)        |
| Q3                      |  | 12:40 Uhr | Namibia     | – | Dänemark   | 1:3 (5:11, 9:11, 11:6, 14:15) |
| Q4                      |  | 14:00 Uhr | Chile       | – | Neuseeland | 3:1 (11:5, 11:7, 12:14, 11:6) |

#### Viertelfinale
| Mittwoch, 26. Juli 2023 |  |           |             |   |             |                        |
| VF1                     |  | 16:00 Uhr | Brasilien   | – | Italien     | 3:0 (11:7, 11:6, 11:2) |
| VF2                     |  | 17:30 Uhr | Schweiz     | – | Argentinien | 3:0 (11:3, 11:8, 11:7) |
| VF3                     |  | 19:00 Uhr | Österreich  | – | Dänemark    | 3:0 (11:7, 11:3, 11:9) |
| VF4                     |  | 20:30 Uhr | Deutschland | – | Chile       | 3:0 (11:5, 11:7, 11:1) |

#### Qualifikation Platz 5
| Donnerstag, 27. Juli |  |           |             |   |          |                              |
| QP5-1                |  | 13:15 Uhr | Argentinien | – | Dänemark | 3:0 (11:4, 11:4, 11:9)       |
| QP5-2                |  | 14:45 Uhr | Italien     | – | Chile    | 1:3 (11:8, 9:11, 7:11, 9:11) |

#### Platzierungsspiel Platz 7/8
| Freitag, 28. Juli 2023 |  |           |          |   |         |                                |
| P7/8                   |  | 16:00 Uhr | Dänemark | – | Italien | 1:3 ( 5:11, 9:11, 12:10, 6:11) |

#### Halbfinale
| Freitag, 28. Juli 2023 |  |           |           |   |             |                        |
| HF1                    |  | 18:00 Uhr | Brasilien | – | Deutschland | 0:3 (9:11, 8:11, 7:11) |
| HF2                    |  | 20:15 Uhr | Schweiz   | – | Österreich  | 0:3 (8:11, 9:11, 8:11) |

#### Platzierungsspiele Platz 1 bis 6
| Samstag, 29. Juli 2023 |  |           |             |   |            |                                       |
| P5/6                   |  | 11:00 Uhr | Argentinien | – | Chile      | 1:3 (11:8, 12:14, 7:11, 9:11)         |
| Spiel um Platz 3       |  | 13:00 Uhr | Brasilien   | – | Schweiz    | 4:1 (10:12, 11:9, 14:12, 11:7, 14:12) |
| Finale                 |  | 15:30 Uhr | Deutschland | – | Österreich | 4:0 (11:7, 11:3, 15:14, 11:7)         |

### President’s Cup

#### Qualifikation
| Dienstag, 25. Juli 2023 |  |           |            |   |            |                                      |
| QPC1                    |  | 16:00 Uhr | Tschechien | – | USA        | 1:3 (7:11, 11:7, 9:11, 10:12)        |
| QPC2                    |  | 17:30 Uhr | Belgien    | – | Australien | 3:2 (7:11, 11:13, 11:7, 11:9, 13:11) |
| QPC3                    |  | 19:00 Uhr | Japan      | – | Namibia    | 0:3 (0:11, 5:11, 2:11)               |
| QPC4                    |  | 20:00 Uhr | Serbien    | – | Neuseeland | 0:3 (10:12, 3:11, 6:11)              |

#### President’s Cup
| Mittwoch, 26. Juli 2023 |  |           |            |   |            |                               |
| PC1                     |  | 10:00 Uhr | Australien | – | Japan      | 3:0 (11:8, 11:4, 11:8)        |
| PC2                     |  | 11:20 Uhr | Tschechien | – | Serbien    | 3:1 (9:11, 11:5, 11:3, 11:4)  |
| PC3                     |  | 12:40 Uhr | USA        | – | Neuseeland | 3:1 (11:7, 10:12, 11:8, 11:8) |
| PC4                     |  | 14:00 Uhr | Belgien    | – | Namibia    | 0:3 (5:11, 6:11, 5:11)        |

#### Platzierungsspiele Platz 11 bis 16
| Donnerstag, 27. Juli 2023 |  |           |            |   |            |                                    |
| P15/16                    |  | 16:15 Uhr | Japan      | – | Serbien    | 1:3 (12:10, 8:11, 1:11, 4:11)      |
| P13/14                    |  | 18:15 Uhr | Australien | – | Tschechien | 2:3 (3:11, 9:11, 11:6, 11:8, 5:11) |
| P11/12                    |  | 20:15 Uhr | Neuseeland | – | Belgien    | 3:1 (11:5, 11:2, 9:11, 11:3)       |

#### Finale/Platz 9/10
| Freitag, 28. Juli 2023 |  |           |     |   |         |                               |
| P9/10                  |  | 14:00 Uhr | USA | – | Namibia | 3:1 (11:7, 11:9, 10:12, 11:8) |

## Schiedsrichter
Die International Fistball Association nominierte sechs Schiedsrichter aus vier Nationen. Erstmals waren sie bei einer Weltmeisterschaft als Hauptschiedsrichter und 2. Schiedsrichter eingesetzt.
| Name              | Land        | Einsätze Finalrunde | Einsätze Finalrunde | Einsätze Finalrunde | Einsätze Finalrunde | Einsätze Finalrunde | Einsätze Finalrunde |
| Name              | Land        | Schiedsrichter      | Schiedsrichter      | Schiedsrichter      | 2. Schiedsrichter   | 2. Schiedsrichter   | 2. Schiedsrichter   |
| ----------------- | ----------- | ------------------- | ------------------- | ------------------- | ------------------- | ------------------- | ------------------- |
| Name              | Land        | Viertelfinale       | Halbfinale          | Finalspiele         | Viertelfinale       | Halbfinale          | Finalspiele         |
| Wolfgang Weiß     | Österreich  |                     | BRA – GER           |                     | GER – CHI           |                     | P3 / BRA – SUI      |
| Marcel Meier      | Schweiz     |                     |                     | F / GER – AUT       |                     | BRA – GER           |                     |
| Aurelio Freitas   | Brasilien   | SUI – ARG           |                     |                     |                     |                     | F / GER – AUT       |
| Paulo Raya Farias | Brasilien   | GER – CHI           |                     | P5 / ARG – CHI      | SUI – ARG           |                     |                     |
| Markus Löwe       | Deutschland | AUT – DEN           | SUI – AUT           |                     | BRA – ITA           |                     | P5 / ARG – CHI      |
| Roland Schiep     | Deutschland | BRA – ITA           |                     | P3 / BRA – SUI      | AUT – DEN           | SUI – AUT           |                     |

## Fernsehen
Der SWR übertrug das Finale, als sich die deutsche Mannschaft dafür qualifizierte, live im SWR Fernsehen. Dazu wurden alle Spiele der deutschen Mannschaft per kostenlosen Livestream auf der Internetseite des SWR und der Sportschau übertragen. Dazu war geplant, in den Morgen- bzw. Mittagsmagazinen von ARD und ZDF von der Weltmeisterschaft zu berichten.
Mit englischem Kommentar wurden alle Spiele auf der Internetseite der International Fistball Association übertragen.
Das Österreichische Fernsehen übertrug die beiden Halbfinalspiele und das Finale auf dem Kanal ORF Sport Plus.

## Abschlussplatzierungen
| Rang   | Mannschaft  |
| ------ | ----------- |
| Gold   | Deutschland |
| Silber | Österreich  |
| Bronze | Brasilien   |
| 04     | Schweiz     |
| 05     | Chile       |
| 06     | Argentinien |
| 07     | Italien     |
| 08     | Dänemark    |
| 09     | USA 1       |
| 10     | Namibia 2   |
| 11     | Neuseeland  |
| 12     | Belgien     |
| 13     | Tschechien  |
| 14     | Australien  |
| 15     | Serbien     |
| 16     | Japan       |